# Super Bowl XXXII
Super Bowl XXXII was de 32e editie van de Super Bowl, een Americanfootballwedstrijd tussen de kampioenen van de National Football Conference en de American Football Conference waarin bepaald werd wie de kampioen werd van de National Football League voor het seizoen van 1997. De wedstrijd werd gespeeld op 25 januari 1998 in het Qualcomm Stadium in San Diego, Californië. De Denver Broncos wonnen de wedstrijd met 31–24 van de Green Bay Packers.

## Play-offs
Play-offs gespeeld na het reguliere seizoen.
| Geplaatste teams | Geplaatste teams                       | Geplaatste teams                     |
| Plaats           | AFC                                    | NFC                                  |
| ---------------- | -------------------------------------- | ------------------------------------ |
| 1                | Kansas City Chiefs (West-winnaar)      | San Francisco 49ers (West-winnaar)   |
| 2                | Pittsburgh Steelers (Centraal-winnaar) | Green Bay Packers (Centraal-winnaar) |
| 3                | New England Patriots (Oost-winnaar)    | New York Giants (Oost-winnaar)       |
| 4                | Denver Broncos                         | Tampa Bay Buccaneers                 |
| 5                | Jacksonville Jaguars                   | Detroit Lions                        |
| 6                | Miami Dolphins                         | Minnesota Vikings                    |

|  | Wildcard Play-offs          | Wildcard Play-offs          |                               |                      | Divisional Play-offs         | Divisional Play-offs         |                           |                           | NFC & AFC Championships | NFC & AFC Championships |  |  | Super Bowl XXXII | Super Bowl XXXII |
|  |                             |                             |                               |                      |                              |                              |                           |                           |                         |                         |  |  |                  |                  |
|  | Foxboro Stadium, 28 dec.    | Foxboro Stadium, 28 dec.    |                               |                      | Three Rivers Stadium, 3 jan. | Three Rivers Stadium, 3 jan. |                           |                           |                         |                         |  |  |                  |                  |
|  | Foxboro Stadium, 28 dec.    | Foxboro Stadium, 28 dec.    | Three Rivers Stadium, 11 jan. |                      | Three Rivers Stadium, 3 jan. | Three Rivers Stadium, 3 jan. |                           |                           |                         |                         |  |  |                  |                  |
|  | Foxboro Stadium, 28 dec.    | Foxboro Stadium, 28 dec.    | Pittsburgh Steelers           | 7                    |                              |                              |                           |                           |                         |                         |  |  |                  |                  |
|  | New England Patriots        | 17                          | Pittsburgh Steelers           | 7                    |                              |                              |                           |                           |                         |                         |  |  |                  |                  |
|  | New England Patriots        | 17                          |                               | New England Patriots | 6                            |                              |                           |                           |                         |                         |  |  |                  |                  |
|  | Miami Dolphins              | 3                           |                               | New England Patriots | 6                            | Pittsburgh Steelers          | 21                        |                           |                         |                         |  |  |                  |                  |
|  | Miami Dolphins              | 3                           | Arrowhead Stadium, 4 jan.     |                      |                              | Pittsburgh Steelers          | 21                        |                           |                         |                         |  |  |                  |                  |
|  | Mile High Stadium, 27 dec.  | Mile High Stadium, 27 dec.  |                               | Denver Broncos       | 24                           |                              | Qualcomm Stadium, 25 jan. | Qualcomm Stadium, 25 jan. |                         |                         |  |  |                  |                  |
|  | Mile High Stadium, 27 dec.  | Mile High Stadium, 27 dec.  | Kansas City Chiefs            | Denver Broncos       | 24                           | 10                           | Qualcomm Stadium, 25 jan. | Qualcomm Stadium, 25 jan. |                         |                         |  |  |                  |                  |
|  | Denver Broncos              | 42                          | Kansas City Chiefs            |                      |                              | 10                           | Qualcomm Stadium, 25 jan. | Qualcomm Stadium, 25 jan. |                         |                         |  |  |                  |                  |
|  | Denver Broncos              | 42                          |                               | Denver Broncos       | 14                           |                              | Qualcomm Stadium, 25 jan. | Qualcomm Stadium, 25 jan. |                         |                         |  |  |                  |                  |
|  | Jacksonville Jaguars        | 17                          |                               | Denver Broncos       | 14                           | Denver Broncos               | 31                        |                           |                         |                         |  |  |                  |                  |
|  | Jacksonville Jaguars        | 17                          | 3Com Park, 3 jan.             |                      |                              | Denver Broncos               | 31                        |                           |                         |                         |  |  |                  |                  |
|  | Giants Stadium, 27 dec.     | Giants Stadium, 27 dec.     | 3Com Park, 11 jan.            | 3Com Park, 11 jan.   |                              | Green Bay Packers            | 24                        |                           |                         |                         |  |  |                  |                  |
|  | Giants Stadium, 27 dec.     | Giants Stadium, 27 dec.     | 3Com Park, 11 jan.            | 3Com Park, 11 jan.   | San Francisco 49ers          | Green Bay Packers            | 24                        | 38                        |                         |                         |  |  |                  |                  |
|  | New York Giants             | 22                          | 3Com Park, 11 jan.            | 3Com Park, 11 jan.   | San Francisco 49ers          |                              |                           | 38                        |                         |                         |  |  |                  |                  |
|  | New York Giants             | 22                          | 3Com Park, 11 jan.            | 3Com Park, 11 jan.   |                              | Minnesota Vikings            | 22                        |                           |                         |                         |  |  |                  |                  |
|  | Minnesota Vikings           | 23                          |                               | San Francisco 49ers  | 10                           | Minnesota Vikings            | 22                        |                           |                         |                         |  |  |                  |                  |
|  | Minnesota Vikings           | 23                          | Lambeau Field, 4 jan.         | San Francisco 49ers  | 10                           |                              |                           |                           |                         |                         |  |  |                  |                  |
|  | Houlihan's Stadium, 28 dec. | Houlihan's Stadium, 28 dec. |                               | Green Bay Packers    | 23                           |                              |                           |                           |                         |                         |  |  |                  |                  |
|  | Houlihan's Stadium, 28 dec. | Houlihan's Stadium, 28 dec. | Green Bay Packers             | Green Bay Packers    | 23                           | 21                           |                           |                           |                         |                         |  |  |                  |                  |
|  | Tampa Bay Buccaneers        | 20                          | Green Bay Packers             |                      |                              | 21                           |                           |                           |                         |                         |  |  |                  |                  |
|  | Tampa Bay Buccaneers        | 20                          |                               | Tampa Bay Buccaneers | 7                            |                              |                           |                           |                         |                         |  |  |                  |                  |
|  | Detroit Lions               | 10                          |                               | Tampa Bay Buccaneers | 7                            |                              |                           |                           |                         |                         |  |  |                  |                  |
|  | Detroit Lions               | 10                          |                               |                      |                              |                              |                           |                           |                         |                         |  |  |                  |                  |